# Earl of Oxford and Earl Mortimer

Wappen der Earls of Oxford and Earls Mortimer

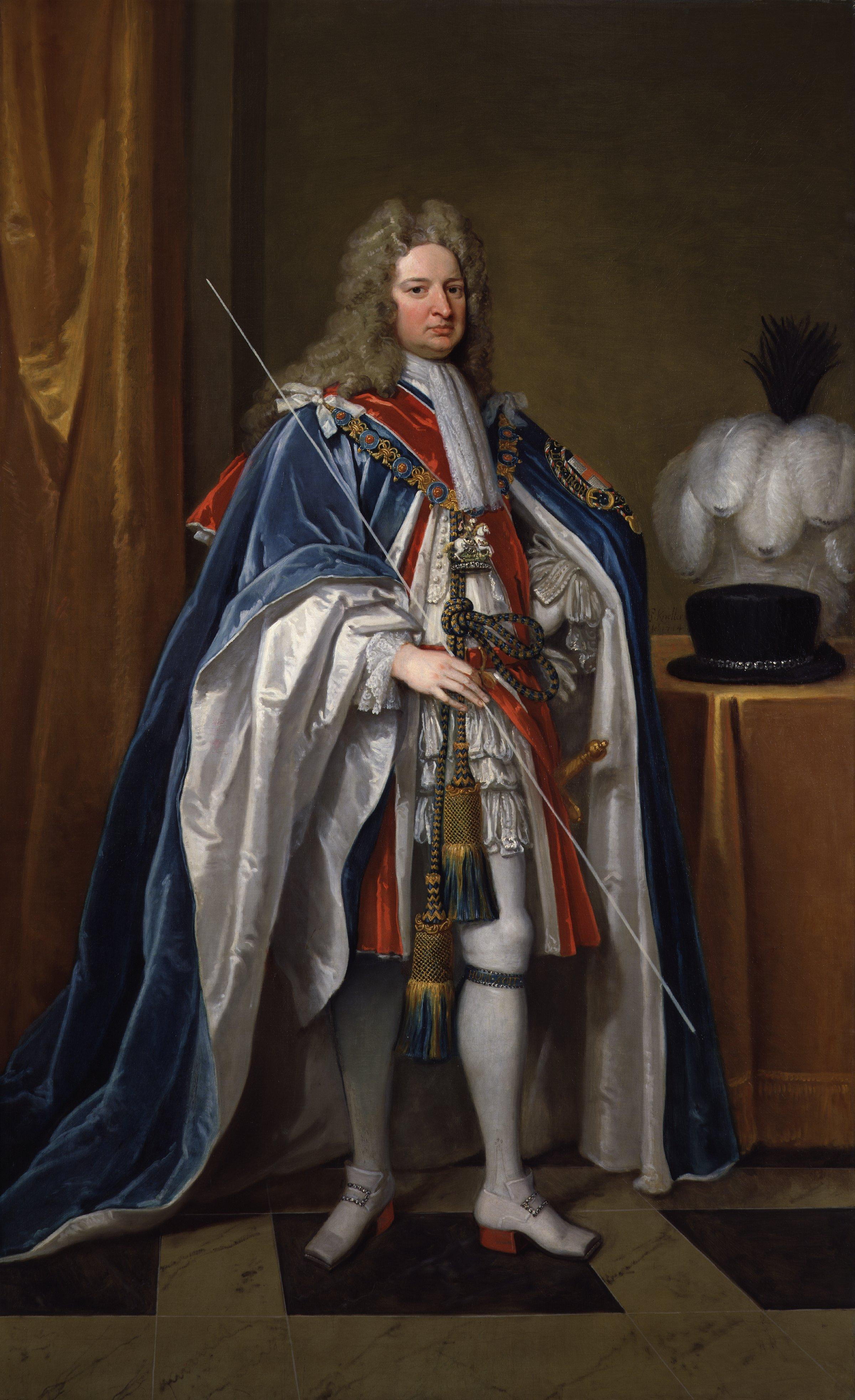
Robert Harley, 1. Earl of Oxford and Earl Mortimer

Earl of Oxford and Earl Mortimer war ein erblicher britischer Adelstitel in der Peerage of Great Britain.

## Verleihung
Der Titel wurde am 23. Mai 1711 dem Lord High Treasurer Robert Harley verliehen, zusammen mit dem nachgeordneten Titel Baron Harley, of Wigmore in the County of Hereford. Die Titel wurden mit dem besonderen Vermerk verliehen, dass sie in Ermangelung direkter männlicher Nachkommen auch an die männlichen leiblichen Nachkommen seines Großvaters Sir Robert Harley vererbbar seien.
Die Titel erloschen beim Tod des 6. Earls am 19. Januar 1853.

## Liste der Earls of Oxford and Earls Mortimer (1711)
- Robert Harley, 1. Earl of Oxford and Earl Mortimer (1661–1724)
- Edward Harley, 2. Earl of Oxford and Earl Mortimer (1689–1741)
- Edward Harley, 3. Earl of Oxford and Earl Mortimer (1699–1755)
- Edward Harley, 4. Earl of Oxford and Earl Mortimer (1726–1790)
- Edward Harley, 5. Earl of Oxford and Earl Mortimer (1773–1849)
- Alfred Harley, 6. Earl of Oxford and Earl Mortimer (1809–1853)